# Прамуансак Фосуван
Прамуансак Фосуван (тай. ประมวนศักดิ์ โพธิ์สุวรรณ; 22 листопада 1970) — таїладський професійний боксер, чемпіон та призер Азійських ігор, чемпіон Азії.

## Аматорська кар'єра
На Олімпійських іграх 1992 в категорії до 48 кг переміг Сент-Обін Гайнса (Ямайка), а в другому бою програв Яну Квасту (Німеччина).
На Кубку світу 1994 переміг Пала Лакатоша (Угорщина), Маікро Ромеро (Куба) та Роеля Веласко (Філіппіни), програв у півфіналі Ншану Мунчяну (Вірменія) і отримав бронзову медаль.
На Азійських іграх 1994 переміг Камсайной (Лаос), Булата Жумаділова (Казахстан) та Бірджу Сах (Індія), програв у фіналі Мансуето Веласко (Філіппіни) і отримав срібну медаль.
На чемпіонаті Азії 1995 в категорії до 51 кг переміг трьох суперників, програв у фіналі Булату Жумаділову (Казахстан) і отримав срібну медаль.
На Олімпійських іграх 1996 програв в першому бою Халеду Фалах (Сирія).
На чемпіонаті Азії 1997 здобув чотири перемоги, зокрема над Алішером Рахімовим (Узбекистан) у фіналі, і став чемпіоном.
На Кубку світу 1998 переміг Ерла Вілтшира (Австралія) та Омара Нарваеса (Аргентина), програв у півфіналі Цзоу Ган (Китай) і отримав бронзову медаль.
На Азійських іграх 1998 здобув чотири перемоги, зокрема над Герменсеном Балло (Індонезія) у фіналі, і став чемпіоном.

## Професіональна кар'єра
2001 року дебютував на професійному рингу. Провів загалом 51 бій. Вже в третьому бою завоював вакантний титул WBO Asia Pacific в другій найлегшій вазі, який впродовж 2002—2005 років захистив вісімнадцять разів.
29 жовтня 2005 року вийшов на бій проти чемпіона світу WBO в другій найлегшій вазі Фернандо Монтіеля (Мексика) і програв одностайним рішенням.
В наступному поєдинку знов завоював вакантний титул WBO Asia Pacific в другій найлегшій вазі, який впродовж 2006—2008 років захистив вісім разів.
28 березня 2009 року вийшов на бій за вакантний титул чемпіона світу WBO в другій найлегшій вазі проти пуерториканця Хосе Лопеса і програв одностайним рішенням.